# Super Smash Bros.
Super Smash Bros. (ニンテンドーオールスター！大乱闘スマッシュブラザーズ?, Nintendō Ōrusutā! Dairantō Sumasshu Burazāzu) è il primo capitolo della serie di Super Smash Bros., sviluppato da HAL Laboratory e pubblicato da Nintendo per Nintendo 64. A differenza dei picchiaduro tradizionali, il cui scopo è abbassare la barra dell'energia dell'avversario, in questa saga vince chi riesce a scaraventare fuori dal campo di gioco l'avversario in base ai danni ricevuti. Il gioco ha avuto quattro fortunati seguiti, Super Smash Bros. Melee, Super Smash Bros. Brawl, Super Smash Bros. per Nintendo 3DS e Wii U e Super Smash Bros. Ultimate.

## Modalità di gioco
I personaggi da poter usare sono tratti dai giochi più famosi prodotti da Nintendo, conservando le proprie caratteristiche. Ad esempio, Kirby può effettuare piccoli voli e assorbire le abilità degli avversari, mentre Samus Aran può utilizzare i vari potenziamenti della sua tuta, tra cui trasformarsi in Morfosfera.
Gli scontri sono arricchiti dalla possibilità di utilizzare oggetti nel corso delle battaglie. Per esempio, sul ring appaiono mazze da baseball, Poké Ball, e altri strumenti che rendono il gioco più movimentato, come le Bob-ombe. Le probabilità di cadere fuori dal ring dopo essere stati colpiti sono calcolate in base ad un contatore la cui percentuale viene incrementata ogni volta che si è colpiti. Più è alta la percentuale, più il personaggio viene scagliato lontano da un singolo colpo. Il gioco presenta alcune modalità. Quella principale, per un solo giocatore, consiste nello sfidare diversi personaggi consecutivamente, per arrivare infine al boss di fine gioco, in questo caso Master Hand. Il giocatore può cimentarsi in diverse modalità e minigiochi.

### 1P-game
Il 1P-game è una modalità dove bisogna affrontare un personaggio CPU dopo l'altro in diverse difficoltà stabilite all'inizio, fino ad arrivare alla "Destinazione Finale".

### VS-mode
La VS-mode è una modalità dove si può giocare contro un massimo 3 personaggi in una battaglia Multiplayer o contro 3 personaggi CPU.

### Break the Targets
In questo minigioco ogni personaggio deve distruggere dei bersagli disseminati in uno scenario. La disposizione dei bersagli e la struttura dello scenario varia per ogni personaggio.

### Board the Platforms
Questo minigioco consiste nel salire su delle piattaforme disseminate nello scenario nel minor tempo possibile.

## Personaggi
| Serie               | Personaggi             |
| ------------------- | ---------------------- |
| Super Mario Bros.   | - Mario - Luigi        |
| Donkey Kong         | - Donkey Kong          |
| Yoshi's Island      | - Yoshi                |
| The Legend of Zelda | - Link                 |
| Metroid             | - Samus Aran           |
| Kirby               | - Kirby                |
| Star Fox            | - Fox McCloud          |
| Pokémon             | - Pikachu - Jigglypuff |
| F-Zero              | - Captain Falcon       |
| EarthBound (Mother) | - Ness                 |

Immagine raffigurante i primi 8 personaggi disponibili nel gioco.

Ci sono anche alcuni personaggi che fungono da boss e non possono essere usati normalmente:
- Metal Mario
- Fighting Polygon Team
- Master Hand
- Giant Donkey Kong

## Sviluppo
Lo sviluppo di Super Smash Bros iniziò nel 1998 sotto la direzione di Nintendo e HAL Laboratory. Il progetto entrò in produzione sotto la guida di Masahiro Sakurai, già creatore della serie di Kirby, il quale si dimostrò interessato per la creazione di un videogioco picchiaduro ad incontri che avrebbe supportato l'uso di quattro giocatori per la prima volta nella storia dei videogames. Il progetto fu in seguito presentato a Satoru Iwata con risultati eccellenti sotto il nome in codice di Dragon King: The Fighting Game (Kakuto-Geemu Ryuoh) e sarebbe all'inizio uscito per il Super Nintendo con il supporto del motore FX.
Tuttavia Sakurai, convinto che il gioco non avrebbe ricevuto troppo successo in scala commerciale, decise in seguito di usufruire per il titolo caratteristiche originali lontano dallo stile adottato in altri giochi di combattimento: le sue prime idee furono quelle di sostituire la tradizionale possibilità di sconfiggere un avversario abbassandogli la barra di energia con quella di buttarlo fuori dallo scenario a seconda dei suoi danni e, soprattutto, di sostituire i personaggi del gioco con quelli di seconde parti più famosi della Nintendo. Dopo una serie di lavori in privato per il capitolo videoludico, la mossa di Sakurai si dimostrò vincente su tutti i fronti costringendo la Nintendo ad accettare la sua richiesta.
All'inizio si pensava alla possibilità di introdurre lo Smash Finale nel gioco. Tuttavia, per probabili problemi di tempo, tale caratteristica fu accantonata per poi essere aggiunta 9 anni dopo in Super Smash Bros. Brawl.
Super Smash Bros. uscì così per Nintendo 64 durante l'inverno del 1999 esclusivamente in Giappone e con un budget bassissimo, per poi essere distribuito in scala nazionale in seguito ad un milione di copie vendute.